# Bečic
Bečic (1991-ig Bečić) falu Horvátországban, Bród-Szávamente megyében. Közigazgatásilag Oriovachoz tartozik.

## Fekvése
Bródtól légvonalban 23, közúton 34 km-re nyugatra, Pozsegától   légvonalban 15, közúton 28 km-re délre, községközpontjától légvonalban 4, közúton 6 km-re északnyugatra, Szlavóniában, a Dilj-hegység délnyugati lejtői alatt, az Orljava bal partján egy völgyben fekszik.

## Története
Bečic a 17. század végén, vagy a 18. század elején keletkezett. Az 1698-as kamarai összeírásban még nem szerepel a török uralom alól felszabadított települések között.
 1730-ban már 17 ház állt a településen. 1746-ban 12, 1758-ban 15 háza volt. A bečiciek a cigleniki temetőbe temetkeztek. 1760-ban 14 házában, 15 családban, 87 lakos élt.
Az első katonai felmérés térképén „Bechich” néven található. A gradiskai ezredhez tartozott. Lipszky János 1808-ban Budán kiadott repertóriumában „Bechicz” néven szerepel. Nagy Lajos 1829-ben kiadott művében „Bechich” néven 12 házzal, 78 katolikus vallású lakossal találjuk. A katonai közigazgatás megszüntetése után 1871-ben Pozsega vármegyéhez csatolták.
A településnek 1857-ben 67, 1910-ben 168 lakosa volt. Az 1910-es népszámlálás szerint lakosságának 96%-a horvát, 4%-a szerb anyanyelvű volt. Pozsega vármegye Bródi járásának része volt. Az első világháború után 1918-ban az új szerb-horvát-szlovén állam, majd később (1929-ben) Jugoszlávia része lett. A település 1991-től a független Horvátországhoz tartozik. 1991-ben lakosságának 99%-a horvát nemzetiségű volt. 2011-ben 114 lakosa volt.

## Lakossága
| Lakosság változása | Lakosság változása | Lakosság változása | Lakosság változása | Lakosság változása | Lakosság változása | Lakosság változása | Lakosság változása | Lakosság változása | Lakosság változása | Lakosság változása | Lakosság változása | Lakosság változása | Lakosság változása | Lakosság változása | Lakosság változása |
| ------------------ | ------------------ | ------------------ | ------------------ | ------------------ | ------------------ | ------------------ | ------------------ | ------------------ | ------------------ | ------------------ | ------------------ | ------------------ | ------------------ | ------------------ | ------------------ |
| 1857               | 1869               | 1880               | 1890               | 1900               | 1910               | 1921               | 1931               | 1948               | 1953               | 1961               | 1971               | 1981               | 1991               | 2001               | 2011               |
| 67                 | 69                 | 119                | 147                | 149                | 168                | 159                | 172                | 198                | 204                | 206                | 176                | 146                | 136                | 138                | 114                |

## Gazdaság
A helyi gazdaság alapja a mezőgazdaság és az állattartás. A településen két családi gazdaság működik.